# یواس‌اس آیریس (۱۸۴۷)
یواس‌اس آیریس (۱۸۴۷) (به انگلیسی: USS Iris (1847)) یک کشتی بود که طول آن ۱۴۵ فوت (۴۴ متر) بود. این کشتی در سال ۱۸۴۷ ساخته شد.